# Centro de Coordinación de Alertas y Emergencias Sanitarias
Das Centro de Coordinación de Alertas y Emergencias Sanitarias (CCAES, Zentrum für die Koordinierung von Gesundheitsalarmen und Notfällen) ist die in Spanien zuständige Behörde für nationale oder internationale Bedrohungen der öffentlichen Gesundheit, zum Beispiel durch Pandemien.
Sie wurde am 5. März 2004 gegründet und untersteht der Dirección General de Salud Pública, Calidad e Innovación und damit dem Gesundheitsministerium (Ministerio de Sanidad, Consumo y Bienestar Social).